# Slavinšček
Slavinšček je eden od izvirov reke Pivke in istoimenski potok. V Pivko se izliva kot levi pritok v bližini naselja Slavina. Njegov hudourniški pritok je Veliki potok.